# Montipora foliosa
Montipora foliosa is een rifkoralensoort uit de familie van de Acroporidae. De wetenschappelijke naam van de soort is voor het eerst geldig gepubliceerd in 1766 door Pallas.